# 1082
Évszázadok: 10. század – 11. század – 12. század
Évtizedek: 1030-as évek – 1040-es évek – 1050-es évek – 1060-as évek – 1070-es évek – 1080-as évek – 1090-es évek – 1100-as évek – 1110-es évek – 1120-as évek – 1130-as évek
Évek: 1077 – 1078 – 1079 – 1080 –  1081 – 1082 – 1083 – 1084 – 1085 – 1086 – 1087

## Események
- Salamon ismét I. László ellen támad, mire az elfogatja és börtönbe záratja.[1]
- IV. Henrik itáliai hadjárata.
- II. Ottokár stájer herceg trónra lépése.
- A rochesteri székesegyház építésének befejezése.

## Születések
- Urraca kasztíliai királynő († 1129)